# Ковалёвка (Краснодарский край)
Ковалёвка — посёлок в Крыловском районе Краснодарского края.
Входит в состав Октябрьского сельского поселения.

## География

### Улицы
- пер. Тупиковый,
- ул. Жукова,
- ул. Фермерская.

## Население
| 2002 | 2010 |
| ---- | ---- |
| 178  | ↗215 |